# Panamerikanische Spiele 1979/Leichtathletik
Bei den Panamerikanischen Spielen 1979 in San Juan (Puerto Rico) wurden in der Leichtathletik 39 Wettbewerbe ausgetragen, davon 24 für Männer und 15 für Frauen.

## Männer

### 100-Meter-Lauf
| Platz | Athlet            | Land | Zeit (s) |
| ----- | ----------------- | ---- | -------- |
| 1     | Silvio Leonard    | CUB  | 10,13    |
| 2     | Harvey Glance     | USA  | 10,19    |
| 3     | Emmit King        | USA  | 10,30    |
| 4     | Nelson dos Santos | BRA  | 10,33    |
| 5     | Rui da Silva      | BRA  | 10,41    |
| 6     | Osvaldo Lara      | CUB  | 10,47    |
| 7     | Rawle Clarke      | BAR  | 10,48    |
| 8     | Desai Williams    | CAN  | 10,58    |

Wind: 1,5 m/s

### 200-Meter-Lauf
| Platz | Athlet            | Land | Zeit (s) |
| ----- | ----------------- | ---- | -------- |
| 1     | Silvio Leonard    | CUB  | 20,37    |
| 2     | James Gilkes      | GUY  | 20,46    |
| 3     | Don Coleman       | USA  | 20,56    |
| 4     | Altevir de Araújo | BRA  | 20,60    |
| 5     | Floyd Brown       | JAM  | 20,74    |
| 6     | Desai Williams    | CAN  | 20,98    |
| 7     | Osvaldo Lara      | CUB  | 21,00    |
| 8     | Rudy Levarity     | BAH  | 21,08    |

Wind: 3,9 m/s

### 400-Meter-Lauf
| Platz | Athlet             | Land | Zeit (s) |
| ----- | ------------------ | ---- | -------- |
| 1     | Tony Darden        | USA  | 45,11    |
| 2     | Alberto Juantorena | CUB  | 45,24    |
| 3     | Willie Smith       | USA  | 45,30    |
| 4     | Bert Cameron       | JAM  | 45,97    |
| 5     | Bryan Saunders     | CAN  | 46,16    |
| 6     | Colin Bradford     | JAM  | 46,36    |
| 7     | Clyde Edwards      | BAR  | 46,66    |
| 8     | Joseph Coombs      | TRI  | 46,98    |

### 800-Meter-Lauf
| Platz | Athlet             | Land | Zeit (min) |
| ----- | ------------------ | ---- | ---------- |
| 1     | James Robinson     | USA  | 1:46,3     |
| 2     | Alberto Juantorena | CUB  | 1:46,4     |
| 3     | Agberto Guimarães  | BRA  | 1:46,8     |
| 4     | Owen Hamilton      | JAM  | 1:47,3     |
| 5     | Emilio Ulloa       | CHI  | 1:49,2     |
| 6     | Leandro Civil      | CUB  | 1:49,5     |
| 7     | Doug Wournell      | CAN  | 1:50,0     |
| 8     | Cristián Molina    | CHI  | 1:51,7     |

### 1500-Meter-Lauf
| Platz | Athlet            | Land | Zeit (min) |
| ----- | ----------------- | ---- | ---------- |
| 1     | Don Paige         | USA  | 3:40,4     |
| 2     | Todd Harbour      | USA  | 3:41,5     |
| 3     | Agberto Guimarães | BRA  | 3:41,5     |
| 4     | Eduardo Castro    | MEX  | 3:42,1     |
| 5     | John Craig        | CAN  | 3:42,6     |
| 6     | Peter Spir        | CAN  | 3:46,0     |
| 7     | Michael Watson    | BER  | 3:46,3     |
| 8     | José González     | VEN  | 3:46,7     |

### 5000-Meter-Lauf
| Platz | Athlet          | Land | Zeit (min) |
| ----- | --------------- | ---- | ---------- |
| 1     | Matt Centrowitz | USA  | 14:01,0    |
| 2     | Herb Lindsay    | USA  | 14:04,1    |
| 3     | Rodolfo Gómez   | MEX  | 14:05,0    |
| 4     | Enrique Aquino  | MEX  | 14:05,9    |
| 5     | Peter Butler    | CAN  | 14:07,6    |
| 6     | Jaime Vélez     | PUR  | 14:17,2    |
| 7     | Víctor Mora     | COL  | 14:17,7    |
| 8     | Jorge Monín     | ARG  | 14:21,3    |

### 10.000-Meter-Lauf
| Platz | Athlet         | Land | Zeit (min) |
| ----- | -------------- | ---- | ---------- |
| 1     | Rodolfo Gómez  | MEX  | 29:02,4    |
| 2     | Enrique Aquino | MEX  | 29:03,9    |
| 3     | Frank Shorter  | USA  | 29:06,4    |
| 4     | Ric Rojas      | USA  | 29:09,8    |
| 5     | Peter Butler   | CAN  | 29:20,4    |
| 6     | Víctor Mora    | COL  | 29:27,4    |
| 7     | Elói Schleder  | BRA  | 29:35,6    |
| 8     | Jaime Vélez    | PUR  | 30:12,2    |

### Marathon
| Platz | Athlet           | Land | Zeit (h) |
| ----- | ---------------- | ---- | -------- |
| 1     | Radamés González | CUB  | 2:24:10  |
| 2     | Luis Barboza     | COL  | 2:24:44  |
| 3     | Rich Hughson     | CAN  | 2:25:34  |
| 4     | Héctor Rodríguez | COL  | 2:25:51  |
| 5     | Edmundo Warnke   | CHI  | 2:26:14  |
| 6     | Tom Fleming      | USA  | 2:28:06  |
| 7     | Tom Howard       | CAN  | 2:28:50  |
| 8     | Francisco Vargas | PUR  | 2:29:11  |

### 20 km Gehen
| Platz | Athlet           | Land | Zeit (h) |
| ----- | ---------------- | ---- | -------- |
| 1     | Daniel Bautista  | MEX  | 1:28:15  |
| 2     | Neal Pyke        | USA  | 1:30:17  |
| 3     | Todd Scully      | USA  | 1:32:30  |
| 4     | Santiago Fonseca | HON  | 1:35:20  |
| 5     | Marcel Jobin     | CAN  | 1:38:42  |
| 6     | Domingo Colín    | MEX  | 1:40:02  |
| 7     | Ernesto Alfaro   | COL  | 1:41:30  |
| 8     | Alexis López     | CRC  | 1:41:33  |

### 50 km Gehen
| Platz | Athlet           | Land | Zeit (h) |
| ----- | ---------------- | ---- | -------- |
| 1     | Raúl González    | MEX  | 4:05:17  |
| 2     | Martín Bermúdez  | MEX  | 4:11:13  |
| 3     | Marco Evoniuk    | USA  | 4:24:20  |
| 4     | Ernesto Alfaro   | COL  | 4:39:36  |
| 5     | Vince O’Sullivan | USA  | 4:44:20  |
| 6     | Ismael Soto      | PUR  | 4:51:04  |
| 7     | Henry Klein      | ISV  | 5:17:01  |

### 110-Meter-Hürdenlauf
| Platz | Athlet            | Land | Zeit (s) |
| ----- | ----------------- | ---- | -------- |
| 1     | Renaldo Nehemiah  | USA  | 13,20    |
| 2     | Alejandro Casañas | CUB  | 13,46    |
| 3     | Charles Foster    | USA  | 13,56    |
| 4     | Pat Fogarty       | CAN  | 14,13    |
| 5     | Rafael Echavarría | MEX  | 14,15    |
| 6     | Dionisio Vera     | CUB  | 14,32    |
| 7     | Mariano Reyes     | DOM  | 14,73    |
| 8     | Jesús Costas      | PUR  | 14,75    |

Wind: 2,0 m/s

### 400-Meter-Hürdenlauf
| Platz | Athlet                | Land | Zeit (s) |
| ----- | --------------------- | ---- | -------- |
| 1     | James Walker          | USA  | 49,66    |
| 2     | Antônio Dias Ferreira | BRA  | 50,85    |
| 3     | Frank Montiéh         | CUB  | 51,30    |
| 4     | Julio Ferrer          | PUR  | 51,48    |
| 5     | Ian Newhouse          | CAN  | 51,58    |
| 6     | Donizete Soares       | BRA  | 51,72    |
| 7     | Carlos Yambot         | PUR  | 51,76    |
| 8     | Luis Misigñak         | CUB  | 53,08    |

### 3000-Meter-Hindernislauf
| Platz | Athlet              | Land | Zeit (min) |
| ----- | ------------------- | ---- | ---------- |
| 1     | Henry Marsh         | USA  | 8:43,6     |
| 2     | Bill McCullough     | USA  | 8:44,7     |
| 3     | Demetrio Cabanillos | MEX  | 8:52,4     |
| 4     | José Cobo           | CUB  | 9:01,6     |
| 5     | Greg Duhaime        | CAN  | 9:02,0     |
| 6     | Modesto Comprés     | DOM  | 9:07,9     |
| 7     | Octavio Guadarrama  | MEX  | 9:18,1     |
| 8     | Luis Palma          | CHI  | 9:21,3     |

### 4-mal-100-Meter-Staffel
| Platz | Land                | Athleten                                                          | Zeit (min) |
| ----- | ------------------- | ----------------------------------------------------------------- | ---------- |
| 1     | Vereinigte Staaten  | Harvey Glance Mike Roberson Cliff Wiley Steve Riddick             | 38,85      |
| 2     | Kuba                | Alejandro Casañas Juan Saborit Silvio Leonard Osvaldo Lara        | 39,14      |
| 3     | Brasilien           | Milton de Castro Rui da Silva Nelson dos Santos Altevir de Araújo | 39,44      |
| 4     | Jamaika             |                                                                   | 39,83      |
| 5     | Kanada              |                                                                   | 39,92      |
| 6     | Puerto Rico         |                                                                   | 40,28      |
| 7     | Trinidad und Tobago |                                                                   | 40,44      |

### 4-mal-400-Meter-Staffel
| Platz | Land                | Athleten                                                    | Zeit (min) |
| ----- | ------------------- | ----------------------------------------------------------- | ---------- |
| 1     | Vereinigte Staaten  | Tony Darden Maurice Peoples Herman Frazier James Walker     | 3:03,8     |
| 2     | Jamaika             | Colin Bradford Floyd Brown Ian Stapleton Bert Cameron       | 3:04,7     |
| 3     | Kuba                | Alberto Juantorena Pedro Tanis Carlos Álvarez Frank Montiéh | 3:06,3     |
| 4     | Kanada              |                                                             | 3:09,2     |
| 5     | Brasilien           |                                                             | 3:10,9     |
| 6     | Trinidad und Tobago |                                                             | 3:11,6     |
| 7     | Dominikan. Republik |                                                             | 3:14,1     |
| 8     | Antigua und Barbuda |                                                             | 3:14,6     |

### Hochsprung
| Platz | Athlet              | Land | Höhe (m) |
| ----- | ------------------- | ---- | -------- |
| 1     | Franklin Jacobs     | USA  | 2,26     |
| 2     | Benn Fields         | USA  | 2,19     |
| 3     | Milton Ottey        | CAN  | 2,19     |
| 4     | Francisco Centelles | CUB  | 2,17     |
| 5     | Dean Bauck          | CAN  | 2,15     |
| 6     | Carlos Acosta       | PUR  | 2,15     |
| 7     | Cristóbal de León   | DOM  | 2,12     |
| 8     | Richard Spencer     | CUB  | 2,09     |

### Stabhochsprung
| Platz | Athlet            | Land | Höhe (m) |
| ----- | ----------------- | ---- | -------- |
| 1     | Bruce Simpson     | CAN  | 5,15     |
| 2     | Greg Woepse       | USA  | 5,05     |
| 3     | Brian Morrissette | ISV  | 4,85     |

### Weitsprung
| Platz | Athlet                  | Land | Weite (m) |
| ----- | ----------------------- | ---- | --------- |
| 1     | João Carlos de Oliveira | BRA  | 8,18      |
| 2     | David Giralt            | CUB  | 8,15      |
| 3     | Carl Lewis              | USA  | 8,13      |
| 4     | Altevir de Araújo       | BRA  | 7,73      |
| 5     | Ray Quiñones            | PUR  | 7,52      |
| 6     | Richard Rock            | CAN  | 7,31      |
| 7     | Agustín Newland         | CUB  | 7,31      |
| 8     | Calvin Greenaway        | ANT  | 6,85      |

### Dreisprung
| Platz | Athlet                  | Land | Weite (m) |
| ----- | ----------------------- | ---- | --------- |
| 1     | João Carlos de Oliveira | BRA  | 17,27     |
| 2     | Willie Banks            | USA  | 16,88     |
| 3     | James Butts             | USA  | 16,69     |
| 4     | Alejandro Herrera       | CUB  | 16,46     |
| 5     | Carmelo Martínez        | CUB  | 16,28     |
| 6     | Francisco de Oliveira   | BRA  | 15,93     |
| 7     | Wilfredo Almonte        | DOM  | 15,69     |
| 8     | Ernesto Torres          | PUR  | 15,06     |

### Kugelstoßen
| Platz | Athlet             | Land | Weite (m) |
| ----- | ------------------ | ---- | --------- |
| 1     | Dave Laut          | USA  | 20,22     |
| 2     | Bishop Dolegiewicz | CAN  | 19,67     |
| 3     | Bruno Pauletto     | CAN  | 19,61     |
| 4     | Al Feuerbach       | USA  | 18,86     |
| 5     | Luis Delís         | CUB  | 18,21     |
| 6     | Nicolás Hernández  | CUB  | 16,37     |
| 7     | Radai Mendoza      | PUR  | 16,17     |
| 8     | Bradley Cooper     | BAH  | 15,37     |

### Diskuswurf
| Platz | Athlet         | Land | Weite (m) |
| ----- | -------------- | ---- | --------- |
| 1     | Mac Wilkins    | USA  | 63,30     |
| 2     | Bradley Cooper | BAH  | 62,16     |
| 3     | Luis Delís     | CUB  | 61,60     |
| 4     | Juan Martínez  | CUB  | 60,80     |
| 5     | Borys Chambul  | CAN  | 59,42     |
| 6     | Robert Gray    | CAN  | 54,30     |
| 7     | Gert Weil      | CHI  | 43,24     |

### Hammerwurf
| Platz | Athlet           | Land | Weite (m) |
| ----- | ---------------- | ---- | --------- |
| 1     | Scott Neilson    | CAN  | 69,64     |
| 2     | Armando Orozco   | CUB  | 68,48     |
| 3     | Genovevo Morejón | CUB  | 67,66     |
| 4     | Andy Bessette    | USA  | 66,22     |
| 5     | José Vallejo     | ARG  | 59,50     |
| 6     | Daniel Gómez     | ARG  | 58,58     |
| 7     | Luis Martínez    | PUR  | 54,20     |
| 8     | Mario Egnem      | CHI  | 51,52     |

### Speerwurf
| Platz | Athlet                | Land | Weite (m) |
| ----- | --------------------- | ---- | --------- |
| 1     | Duncan Atwood         | USA  | 84,16     |
| 2     | Antonio González      | CUB  | 84,12     |
| 3     | Raúl Pupo             | CUB  | 81,96     |
| 4     | Phil Olsen            | CAN  | 76,28     |
| 5     | Amado Morales         | PUR  | 76,00     |
| 6     | Rod Ewaliko           | USA  | 75,78     |
| 7     | Ramón Ángel Garmendia | ARG  | 72,24     |
| 8     | Denes Pajtas          | CAN  | 65,70     |

### Zehnkampf
| Platz | Athlet            | Land | Punkte |
| ----- | ----------------- | ---- | ------ |
| 1     | Bobby Coffman     | USA  | 8078   |
| 2     | Tito Steiner      | ARG  | 7638   |
| 3     | Zenon Smiechowski | CAN  | 7337   |
| 4     | Roberto Steinmetz | ARG  | 7021   |
| 5     | Roberto McFarlane | CRC  | 6669   |

## Frauen

### 100-Meter-Lauf
| Platz | Athletin           | Land | Zeit (s) |
| ----- | ------------------ | ---- | -------- |
| 1     | Evelyn Ashford     | USA  | 11,07    |
| 2     | Brenda Morehead    | USA  | 11,11    |
| 3     | Angella Taylor     | CAN  | 11,36    |
| 4     | Silvia Chivás      | CUB  | 11,48    |
| 5     | Leleith Hodges     | JAM  | 11,49    |
| 6     | Rosie Allwood      | JAM  | 11,69    |
| 7     | Sheila de Oliveira | BRA  | 11,80    |
| 8     | Isabel Taylor      | CUB  | 11,94    |

Wind: 0,8 m/s

### 200-Meter-Lauf
| Platz | Athletin         | Land | Zeit (s) |
| ----- | ---------------- | ---- | -------- |
| 1     | Evelyn Ashford   | USA  | 22,24    |
| 2     | Angella Taylor   | CAN  | 22,74    |
| 3     | Merlene Ottey    | JAM  | 22,79    |
| 4     | Valerie Brisco   | USA  | 22,84    |
| 5     | Jacqueline Pusey | JAM  | 23,08    |
| 6     | Candy Ford       | BER  | 23,70    |
| 7     | Silvia Chivás    | CUB  | 23,79    |
| 8     | Beatriz Allocco  | ARG  | 23,99    |

Wind: 2,2 m/s

### 400-Meter-Lauf
| Platz | Athletin          | Land | Zeit (s) |
| ----- | ----------------- | ---- | -------- |
| 1     | Sharon Dabney     | USA  | 51,81    |
| 2     | June Griffith     | GUY  | 51,81    |
| 3     | Patricia Jackson  | USA  | 52,32    |
| 4     | Aurelia Pentón    | CUB  | 52,71    |
| 5     | Micheline Racette | CAN  | 53,30    |
| 6     | Helen Blake       | JAM  | 53,41    |
| 7     | Marita Payne      | CAN  | 53,99    |
| 8     | Joyce dos Santos  | BRA  | 56,49    |

### 800-Meter-Lauf
| Platz | Athletin            | Land | Zeit (min) |
| ----- | ------------------- | ---- | ---------- |
| 1     | Essie Kelley        | USA  | 2:01,2     |
| 2     | Julie Brown         | USA  | 2:01,2     |
| 3     | Aurelia Pentón      | CUB  | 2:02,1     |
| 4     | Anne Mackie-Morelli | CAN  | 2:03,0     |
| 5     | Nery McKeen         | CUB  | 2:05,4     |
| 6     | Alejandra Ramos     | CHI  | 2:06,2     |
| 7     | Brit McRoberts      | CAN  | 2:06,7     |
| 8     | Soraya Telles       | BRA  | 2:07,3     |

### 1500-Meter-Lauf
| Platz | Athletin         | Land | Zeit (min) |
| ----- | ---------------- | ---- | ---------- |
| 1     | Mary Decker      | USA  | 4:05,7     |
| 2     | Julie Brown      | USA  | 4:06,4     |
| 3     | Penny Bales      | CAN  | 4:14,8     |
| 4     | Francine Gendron | CAN  | 4:15,0     |
| 5     | Alejandra Ramos  | CHI  | 4:24,8     |
| 6     | Ileana Hocking   | PUR  | 4:27,3     |
| 7     | Soraya Telles    | BRA  | 4:30,2     |
| 8     | Carmen Garduño   | MEX  | 4:40,4     |

### 3000-Meter-Lauf
| Platz | Athletin        | Land | Zeit (min) |
| ----- | --------------- | ---- | ---------- |
| 1     | Jan Merrill     | USA  | 08:53,6    |
| 2     | Julie Brown     | USA  | 08:59,9    |
| 3     | Geri Fitch      | CAN  | 09:35,7    |
| 4     | Carmen Garduño  | MEX  | 09:49,5    |
| 5     | Carmen Montañez | PUR  | 10:14,8    |
| 6     | Angelita Lind   | PUR  | 10:30,8    |
| 7     | Norma Franco    | ESA  | 10:55,8    |
| 8     | Edith Rodríguez | HON  | 11:41,5    |

### 100-Meter-Hürdenlauf
| Platz | Athletin          | Land | Zeit (s) |
| ----- | ----------------- | ---- | -------- |
| 1     | Deby LaPlante     | USA  | 12,90    |
| 2     | Sharon Lane       | CAN  | 13,56    |
| 3     | Grisel Machado    | CUB  | 13,60    |
| 4     | Candy Young       | USA  | 13,67    |
| 5     | Cecilia Branch    | CAN  | 14,03    |
| 6     | Beatriz Capotosto | ARG  | 14,18    |
| 7     | Nancy Vallecilla  | ECU  | 14,23    |
| 8     | María Larrazábal  | CUB  | 14,53    |

Wind: 3,9 m/s

### 4-mal-100-Meter-Staffel
| Platz | Land                | Athletinnen                                                        | Zeit (s) |
| ----- | ------------------- | ------------------------------------------------------------------ | -------- |
| 1     | Vereinigte Staaten  | Valerie Brisco Chandra Cheeseborough Brenda Morehead Karen Hawkins | 43,30    |
| 2     | Jamaika             | Leleith Hodges Rosie Allwood Carmetta Drummond Merlene Ottey       | 44,18    |
| 3     | Kuba                | Eloína Echevarría Isabel Taylor Marta Zulueta Silvia Chivás        | 46,26    |
| 4     | Brasilien           |                                                                    | 46,98    |
| 5     | Dominikan. Republik |                                                                    | 47,25    |

### 4-mal-400-Meter-Staffel
| Platz | Land               | Athletinnen                                                      | Zeit (min) |
| ----- | ------------------ | ---------------------------------------------------------------- | ---------- |
| 1     | Vereinigte Staaten | Essie Kelley Sharon Dabney Patricia Jackson Rosalyn Bryant       | 3:29,4     |
| 2     | Kuba               | Ana Luisa Guibert Nery McKeen Ana Fidelia Quirot Aurelia Pentón  | 3:36,3     |
| 3     | Kanada             | Anne Mackie-Morelli Jeanette Wood Marita Payne Micheline Racette | 3:37,6     |
| 4     | Brasilien          |                                                                  | 3:45,7     |
| 5     | Puerto Rico        |                                                                  | 3:49,4     |

### Hochsprung
| Platz | Athletin            | Land | Höhe (m) |
| ----- | ------------------- | ---- | -------- |
| 1     | Louise Ritter       | USA  | 1,93     |
| 2     | Pam Spencer         | USA  | 1,87     |
| 3     | Debbie Brill        | CAN  | 1,85     |
| 4     | Julie White         | CAN  | 1,85     |
| 5     | Maria Luisa Betioli | BRA  | 1,83     |
| 6     | Angela Carbonell    | CUB  | 1,81     |
| 7     | Elizabeth Huber     | CHI  | 1,74     |
| 8     | Silvia Costa        | CUB  | 1,74     |

### Weitsprung
| Platz | Athletin          | Land | Weite (m) |
| ----- | ----------------- | ---- | --------- |
| 1     | Kathy McMillan    | USA  | 6,46      |
| 2     | Ana Alexander     | CUB  | 6,31      |
| 3     | Eloína Echevarría | CUB  | 6,27      |
| 4     | Diane Konihowski  | CAN  | 6,10      |
| 5     | Jane Frederick    | USA  | 6,10      |
| 6     | Shonel Ferguson   | BAH  | 6,07      |
| 7     | Madeline de Jesús | PUR  | 5,88      |
| 8     | Jill Ross         | CAN  | 5,85      |

### Kugelstoßen
| Platz | Athletin           | Land | Weite (m) |
| ----- | ------------------ | ---- | --------- |
| 1     | María Elena Sarría | CUB  | 18,81     |
| 2     | Maren Seidler      | USA  | 18,57     |
| 3     | Carmen Ionesco     | CAN  | 16,50     |
| 4     | Ann Turbyne        | USA  | 16,45     |
| 5     | Hilda Ramírez      | CUB  | 15,96     |
| 6     | Lucette Moreau     | CAN  | 14,90     |
| 7     | Vicky López        | PUR  | 12,36     |

### Diskuswurf
| Platz | Athletin                  | Land | Weite (m) |
| ----- | ------------------------- | ---- | --------- |
| 1     | Carmen Romero             | CUB  | 60,58     |
| 2     | María Cristina Betancourt | CUB  | 60,44     |
| 3     | Carmen Ionesco            | CAN  | 57,14     |
| 4     | Lorna Griffin             | USA  | 54,08     |
| 5     | Lucette Moreau            | CAN  | 52,52     |
| 6     | Lynne Winbigler           | USA  | 51,65     |
| 7     | Norma Lucía Azcune        | URU  | 40,36     |
| 8     | Elena Cajigas             | PUR  | 38,92     |

### Speerwurf
| Platz | Athletin            | Land | Weite (m) |
| ----- | ------------------- | ---- | --------- |
| 1     | María Caridad Colón | CUB  | 62,30     |
| 2     | Lynn Cannon         | USA  | 56,48     |
| 3     | Cathy Sulinski      | USA  | 56,44     |
| 4     | Laurie Kern         | CAN  | 55,70     |
| 5     | Marli dos Santos    | BRA  | 52,66     |
| 6     | Ana Núñez           | CUB  | 48,84     |
| 7     | Sonya Smith         | BER  | 46,54     |
| 8     | Vicky López         | PUR  | 41,14     |

### Fünfkampf
| Platz | Athletin           | Land | Punkte |
| ----- | ------------------ | ---- | ------ |
| 1     | Diane Konihowski   | CAN  | 4605   |
| 2     | Jodi Anderson      | USA  | 4434   |
| 3     | Jill Ross          | CAN  | 4112   |
| 4     | Olga Verissimo     | BRA  | 3865   |
| 5     | Nancy Vallecilla   | ECU  | 3818   |
| 6     | Yvonne Neddermann  | ARG  | 3815   |
| 7     | María Ángeles Cato | MEX  | 3782   |
| 8     | Elida Aveillé      | CUB  | 3706   |